# Histoire économique de l'Allemagne

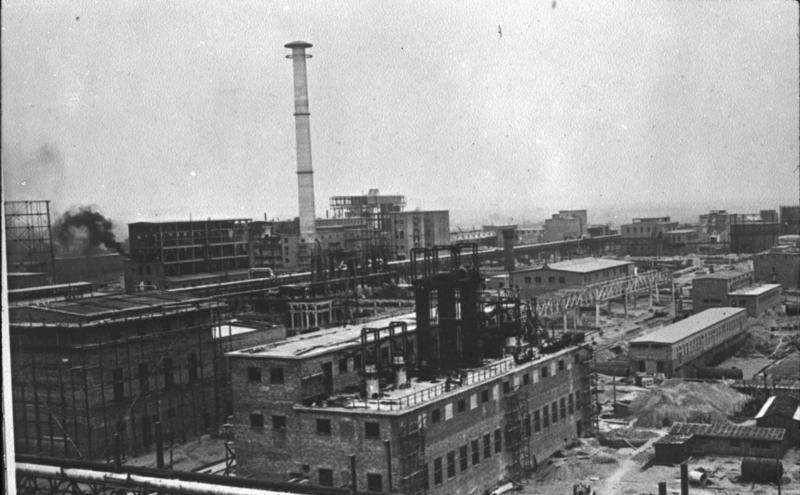
Complexe industriel allemand en 1941.

L'histoire économique de l'Allemagne décrit la transformation d'une société rurale européenne en la troisième économie mondiale. Avant 1800, l'Allemagne était fondamentalement une économie agricole avec à partir du XVIe siècle quelques points forts dans le négoce international et la création de places commerciales urbaines. Au XIXe siècle, l'économie allemande connut un décollage rapide avec une forte croissance et une modernisation accélérée, suivant le développement de l'industrie lourde. 
En 1930, le chancelier Heinrich Brüning instaure une politique d'austérité mêlant réduction des dépenses publiques et augmentation des impôts. Des économistes ont établi une corrélation entre les décisions économiques et la montée du nazisme. Si les plus pauvres ont au contraire plutôt voté communiste lors des élections de 1930 et 1932, la bourgeoisie et une partie des classes moyennes se sont portées vers les nazis : « Selon la façon dont nous mesurons l'austérité et selon les élections analysées, chaque écart-type d'1 % en termes d'augmentation de l'austérité est associé à une augmentation de 2 % à 5 % de la part de vote pour les nazis ».
Au tournant du XXe siècle, l'Allemagne unifiée possédait la première économie en Europe. Dévastée après la Deuxième Guerre mondiale, l’Allemagne de l'Ouest connut un « miracle économique » dans les années 1950/1960, sur fond d'aide financière apportée par le plan Marshall. Actuellement, l'Allemagne possède la plus importante économie d'Europe avec un PNB de 2 600 milliards d'Euros. 